# Comté de Marion (Iowa)
Pour les articles homonymes, voir Comté de Marion.
Le comté de Marion est un comté de l'État de l'Iowa, aux États-Unis.